# NXT TakeOver XXX
NXT TakeOver XXX (origineel NXT TakeOver: Boston) was een professioneel worstel- en WWE Network evenement dat georganiseerd werd door WWE voor hun NXT brand. Het was de 30ste editie van NXT TakeOver en vond plaats op 22 augustus 2020 in het Full Sail University in Winter Park, Florida. Dit was het laatste evenement dat exclusief uitgezonden werd op de WWE Network. Vanaf TakeOver 31 werden alle evenementen ook beschikbaar op pay-per-view (PPV).
Het evenement zou oorspronkelijk plaatsen vinden in het TD Garden in Boston, Massachusetts, maar is geannuleerd wegens het coronapandemie, omdat de burgemeester van de stad, Marty Walsh, kondigde de opschorting aan van alle grootschalige bijeenkomsten en dat er geen vergunning zou worden afgegeven voor een evenement dat vóór september een grote menigte zou kunnen trekken. Vanaf TakeOver 31 in oktober werden de evenementen van NXT verplaatst naar het WWE Performance Center in Orlando, Florida en uitgezonden vanuit een nieuwe opstelling genaamd het Capitol Wrestling Center met virtueel publiek en beperkt aantal toeschouwers (vergelijkbaar met de ThunderDome).

## Matches
| Nr. | Match | Winnaar(s)         | Opmerkingen                                                                                      | Bron  |
| --- | --- | ------------------ | ------------------------------------------------------------------------------------------------ | ----- |
| 1P  | Breezango (Fandango & Tyler Breeze) vs. Oney Lorcan & Danny Burch vs. Legado del Fantasma (Joaquin Wilde & Raul Mendoza) | Breezango          | Triple Threat tag team match om Number 1 Contender te worden voor het NXT Tag Team Championship. | [ 4 ] |
| 2   | Finn Bálor vs. Timothy Thatcher                                                                                          | Finn Bálor         | Een-op-een match.                                                                                | [ 4 ] |
| 3   | Damian Priest vs. Bronson Reed vs. Cameron Grimes vs. Johnny Gargano vs. Velveteen Dream                                 | Damian Priest (nc) | Ladder match voor het vacante NXT North American Championship.                                   | [ 4 ] |
| 4   | Adam Cole vs. Pat McAfee                                                                                                 | Adam Cole          | Een-op-een match.                                                                                | [ 4 ] |
| 5   | Io Shirai (c) vs. Dakota Kai (met Raquel González)                                                                       | Io Shirai          | Een-op-een match voor het NXT Women's Championship.                                              | [ 4 ] |
| 6   | Karrion Kross (met Scarlett) vs. Keith Lee (c)                                                                           | Karrion Kross (nc) | Een-op-een match voor het NXT Championship.                                                      | [ 4 ] |